# Gorzyce Wielkie
Gorzyce Wielkie is een dorp in de Poolse woiwodschap Groot-Polen. De plaats maakt deel uit van de gemeente Ostrów Wielkopolski en telt 2.076 inwoners.